# (4014) Heizman
(4014) Heizman es un asteroide perteneciente al cinturón exterior de asteroides descubierto por Nikolái Stepánovich Chernyj el 28 de septiembre de 1979 desde el Observatorio Astrofísico de Crimea, en Naúchni.

## Designación y nombre
Heizman fue designado al principio como 1979 SG10.
Posteriormente, en 1992, se nombró en honor de Leonie A. Heizman.

## Características orbitales
Heizman orbita a una distancia media del Sol de 3,421 ua, pudiendo alejarse hasta 3,528 ua y acercarse hasta 3,314 ua. Su inclinación orbital es 1,107 grados y la excentricidad 0,03133. Emplea 2311 días en completar una órbita alrededor del Sol.

## Características físicas
La magnitud absoluta de Heizman es 12,3. Tiene un diámetro de 36,83 km y un periodo de rotación de 9,36 horas. Se estima su albedo en 0,0206.